# Siegfried Buchenau (Verleger)
Siegfried Buchenau (* 3. April 1892 in Hann. Münden; † 8. Juli 1964 in Schwenningen am Neckar) war ein deutscher Buchgestalter und Verleger.

## Leben
Siegfried Buchenau war der älteste Sohn des Philologen und Numismatikers Heinrich Buchenau und seiner Frau Luise, geb. Huller. Er hatte drei Schwestern und einen Bruder. Nach der Schulzeit und einer kaufmännischen Lehre von 1909 bis 1912 in Bremen arbeitete er dort als Handlungsgehilfe in einer Im- und Exportfirma. 1915 folgte für Buchenau zunächst der Kriegsdienst im Ersten Weltkrieg; im September des Jahres wurde er schwer verwundet. 1917 wurde er nach München versetzt, wo er Schreibstubendienst verrichtete und seine freie Zeit mit kunsthistorischen und literarischen Studien verbrachte. Er volontierte in der Kunsthandlung Helbig. Am 12. Dezember 1918 wurde er aus dem Militärdienst entlassen.

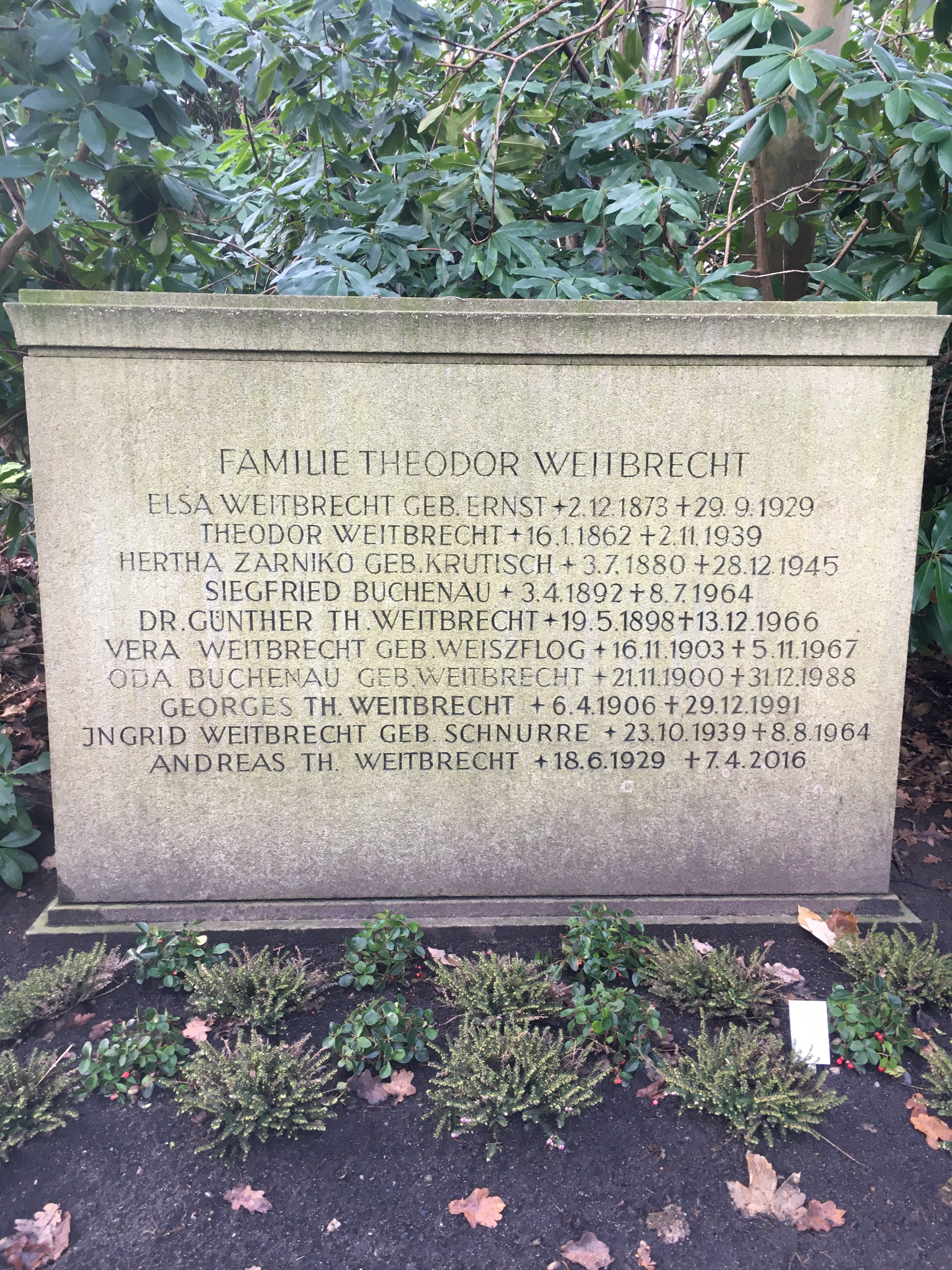
Familiengrabstätte auf dem Friedhof Ohlsdorf im Planquadrat G 9

1919 wurde Buchenau Mitarbeiter des Piper Verlags und hatte Beziehungen zum Phantasus Verlag. 1922 machte er sich als Mitgesellschafter eines Verlags in München selbstständig (S. Buchenau & A. Häger, von 1923 bis 1926 Buchenau & Reichert) und knüpfte ab 1925 erste geschäftliche Verbindungen zum Rowohlt Verlag. 1927 wurde er Geschäftsführer des von Ernst Hauswedell gegründeten Verlags Der Deutsche Buch-Club und dort insbesondere für das Jahrbuch Imprimatur der Gesellschaft der Bibliophilen zuständig und führte diese Herausgeberschaft in wechselnden Verlagen bis zu seinem Tode fort. Buchenau war in der Zeit ab 1932 als Buchhändler bei Weitbrecht & Marissal, Hamburg, und als Hersteller bei den Verlagen Knorr & Hirth sowie Prestel in München tätig. Von 1947 bis 1952 war er Verlagsleiter beim Marion von Schröder Verlag, Hamburg. 1953 wurde er Herstellungsleiter im Hamburger Wolfgang Krüger Verlag und ab April 1954 Herstellungsleiter im Rowohlt Verlag in Hamburg, 1955 Mitgeschäftsführer. Anfang April 1960, als der Verlag nach Reinbek übersiedelte, schied er aus.
Buchenau war seit 1930 mit der Schriftstellerin und Pressendruckerin Oda Weitbrecht-Buchenau (1900–1988), Tochter des Buchhändlers Theodor Weitbrecht (Buchhandlung Weitbrecht & Marissal), verheiratet. Er ruht auf dem Friedhof Ohlsdorf nahe Kapelle 4.

## Schriften
- mit Eduard Rosenbaum: Ein Druckvertrag aus dem 18. Jahrhundert, 1932
- mit Ernst L. Hauswedell (Hrsg.): Hamburger Beiträge zur Buchkunde, Gesellschaft der Bücherfreunde, Hamburg 1936 ff
- Buchausstattung in Grossbritannien: eine Auswahl der bestgestalteten britischen Bücher des Jahres 1950 (Katalog), National Book League, London 1951